# 1965年の日本の女性史
1965年の日本の女性史（1965ねんのにほんのじょせいし）は、1965年（昭和40年）の日本における女性に関するできごとを時系列的に挙げる。参考文献は日本の女性史年表を参照のこと。
本項目は歴史研究としての女性史ではなく、日本における女性に関するできごとをある体系に基づいて述べようとするものではない。

## 1-3月
- 1月1-5日 横浜市で若い女性が晴れ着に硫酸をかけられる事件が続発、5日間で22件。
- 1月11日 中央教育審議会「期待される人間像」中間草案発表、「家庭を愛の場とせよ、開かれた家庭であれ、家庭をいこいの場とせよ、家庭を教育の場とせよ」など、あるべき家庭像・家庭人像を提起。
- 1月17日 秋田県、毎月第3日曜日を「家庭の日」と定める、家庭の健全化を図るため。4月 鹿児島県でも。この後、「家庭の日」は全国的に広がった。
- 1月25日 厚生省、主婦に放送モニターを委嘱、優良子供番組選定のため
- 1月- 西日本鉄道で産前休職制。労働協約で妊娠4ヶ月以上の女子乗務員に継続22週間以内の産前休暇を認める。
- 1月- 森英恵、ニューヨークで海外初のコレクション開催、後のメインイメージとなる蝶のデザインも発表。
- 2月17日 第1回内職大会、総評主婦の会・春闘共闘委員会主催、500人参加、大会を機に家内労働法制定の署名運動を開始。
- 2月17-18日 第10回全国農協婦人大会「なぜ出稼ぎに出なければならないのか、兼業農家の主婦の労働過重」など討議、700人参加。
- 2月25日 三和銀行、退職一時金に代わる年金制の実施を発表、勤続5年以上の女子に退職後5年間月額3000円支給。女子行員の足止めと求人対策が目的。
- 2月- 甲府市、市職員採用資格試験実施要綱発表、男子に限ると明記し問題化
- 3月8日 国際婦人デー中央集会、「ベトナム婦人との連帯のメッセージ」など採択、各地でも記念集会
- 3月13日 石田博英労働大臣（現・厚生労働大臣）、「失業保険の赤字の原因は婦人労働者や季節労働者にある」と発言
- 3月19日 全電通（現・NTT労働組合）、育児休職制協約を締結。2歳未満の乳幼児をもつ女子職員に対し最高2年間、無給。
- 3月21-22日 第10回はたらく婦人の中央集会、総評中心、失業保険の婦人への不当差別反対・保育所増設・原子力潜水艦反対など決議、ソビエト連邦・当時アメリカの統治下にあった沖縄から代表を招待。
- 3月23日 新婦人、アメリカ大使館・日本政府にベトナム侵略反対抗議行動。3月-4月 母親連絡会・YMCA・草の実会なども
- 3月25-26日 農産漁家婦人会議開催、自民党婦人局主催、季節保育所問題等について討議
- 3月28日 中部電力長野支店、従業員に強制退職勧告。3月23日付『信濃毎日新聞』への妻の投書が会社の利益を害したとの理由で。
- 3月- 中山競馬場に婦人専用窓口が開設

## 4-6月
- 4月10日 第8回婦選会議、「許せない腐敗選挙、粛正は婦人有権者の手で」 4月16日 北爆反対をライシャワー駐日アメリカ合衆国大使に陳情。
- 4月10-16日 第17回婦人週間、「わたしたちの文化--その現状とあすへの課題」
- 4月15-16日 第6回全国婦人の集い、同盟中心、約600人、「のばせ、生かせ婦人の力を、きずこうみんなで豊かな生活、明るい政治」
- 4月25-26日 第10回はたらく婦人の中央集会、婦団連中心、2000人参加。大幅賃上げ、全国一律最賃制の確立、働く母親のために乳児・学童保育所をポストの数ほど作らせよう、など決議
- 4月27日 主婦連、東京都議会議長の交際費について監査請求、5月12日 受理、 7月5日 知事・議会に勧告書
- 4月- 売春防止法による婦人保護長期収容施設「かにた婦人の家」開設、館山市に
- 4月- 主婦をターゲットにしたテレビ番組始まる。
4月5日 NHK『スタジオ102』、テレビ朝日『ただいま正午・アフタヌーンショー』、5月1日 フジテレビ『奥様スタジオ・小川宏ショー』
- 5月8日 憲法を守る全国婦人集会、婦人会議・憲法擁護国民連合主催
- 5月10日 自民党、婦人憲章草案を発表、婦人参政20周年記念全国大会、2500人参加
- 5月10日 大阪交通労働組合、バス車掌の服装検査制度を全廃させる。
- 5月- 国立市公民館、主婦の学習参加を保障する目的で託児を始める。
- 5月6日 各婦人団体、東京都議会の不祥事に対し、都政刷新のための統一リコール運動に参加
議長選挙をめぐる汚職で大量の議員が逮捕されるという不祥事（東京都議会黒い霧事件）
- 6月21日 東京母の会連合会、映画「黒い雪」（武智鉄二監督、1965年） は女性を侮辱するもの・青少年に有害であると即時上映中止を関係方面に要望
- 6月22日 ILO総会、「家庭責任をもつ婦人の雇用に関する第123号勧告」満場一致で採択、育児休暇の制定も含む。

## 7-9月
- 7月4日 第7回参議院議員通常選挙、婦人9人当選、全国区7・地方区2、投票率女66.13％、男67.97％
- 7月20日 婦人団体国会活動連絡委員会、衆参両院議長に国会議員の歳費の自動的値上げについて公開質問状を提出。
- 7月26日 厚生省、低所得層の妊産婦・乳幼児に1日1本の牛乳の無償支給を全国に通達
- 7月28日 主婦連、危ないヘアスプレーの調査結果発表、厳しい取締りを要望。
- 8月11日 帝人、膝上10cmのスカート「テイジンエル」を発売、日本国内でのミニスカートの始まり
- 8月16日 名古屋地方裁判所、組合活動を理由とする解雇は無効と仮処分判決、保母の言い分通る。
- 8月18日 母子保健法公布 1966年1月1日 施行
- 8月22-23日 第11回日本母親大会、参加者延2万5000人、講演「ベトナム情勢と日本の婦人の役割」「安保条約の廃棄・安保反対の闘争を上回る統一を」を呼びかけ。
- 8月23日 再軍備反対婦人大会、婦人団体連合会（婦団連）など主催
- 8月- 武蔵野市で、住宅街・通学路に面したトルコ風呂の建設をめぐってPTAと市民が反対運動展開、業者に押し切られる。
- 9月3日 第2回中小業者と婦人の集会、物価問題をみんなで考えようと、婦団連・全国商工団体連合会主催
- 9月7日 佐藤栄作首相、家庭生活問題審議会を設置。家庭生活を課題とする首相の諮問機関設置はこれが最初。 9月16日 首相、犬養道子・秋山ちえ子・田辺繁子等を招き朝食懇談会。9月20日 第一回会合
- 9月7日 主婦連等、公共料金値上げ反対運動推進を決議
- 9月10日 高校1年生の女子が「背を高くする機械」を使用中、誤って首吊り死 、東京で
- 9月22日 お茶の水女子大学生、新学生寮管理規定に反対してストライキ決行。以後、各大学で学生寮管理規定問題が頻発。
- 9月29日 主婦連、消費者団体連合会との別行動を決議。物価値上げ反対運動を”政治色ぬき”で進めるため。

## 10-12月
- 10月2日 北富士演習場で、忍草の婦人6人、リトル・ジョンの着弾地にもぐりこんで反対運動を展開。
- 10月7日 簡易生命保険郵便年金審議会、家族保険の保険金を内縁の妻にも支払ってほしいとの訴えを認める。内縁の妻の請求を認めた初のケース
- 10月7日 主婦連、朝日新聞社などに購読料値上げ抗議行動、経済企画庁長官に減税と物価安定を要望
- 10月16-17日 第1回都市公園整備促進全国婦人大会、日本公園緑地協会主催、日本婦人有権者同盟ほか参加
- 10月20日 公共料金・諸物価値上げに反対するエプロン抗議集会、3000人参加
- 10月26日 大阪高等裁判所、交通事故で死亡した5歳の女児の"35年間の稼働能力"を認め、女子の成人後の労働を賃金換算した113万円を、両親に損害賠償金として支払うことを命じる。
- 10月-12月 日韓条約批准に反対する婦人団体の運動活発化
- 11月2日 小野田セメント（現・太平洋セメント）、合理化対策として「有配偶女子・老齢者・業務遂行十分でない者」の人員整理を提案。
- 11月4日 戦争と侵略から生活と生命を守る日韓条約批准阻止全都母親総決起大会、1万人参加、東京都母親連絡会主催
- 11月10日 佐藤首相、家庭生活問題審議会に「現在のわが国における社会生活において家庭の果たすべき役割と、これにともなう家庭生活の諸問題に関し行政施策のとるべき基本的方向」を諮問
- 11月10日 婦人団体連合会（婦団連）・新婦人・草の実会・婦民、厚生省に中性洗剤に関する要望書を提出。
- 11月12日 主婦連、食糧庁に米価値上げ反対の申入れ。地婦連、公共料金値上げ反対の要望書提出。11月16日 各婦人団体・生協婦人部・労働組合婦人部も 11月24日 日本婦人有権者同盟も

- 11月- 自衛隊、婦人記者を招待、在京19社参加。出版労連これに抗議
- 11月- 日本キリスト教婦人矯風会、トルコ風呂・ヌードスタジオなどの取締強化、深夜映画の時間規制などを首相に要望
- 12月1日 物価値上げ反対全国大会、日本婦人会議・婦民参加の国民生活を守る大集会実行委主催、デモ、約1万人参加
- 12月11日 公共料金値上げ反対大阪婦人集会、800人参加
- 12月16-17日 第11回全国農協婦人大会、「農村婦人の過重労働解放のため生活と農作業の協同化の推進」を申し合わせ。
分科会出席者の内訳:専業農家175、兼業226、経営上の立場・主たる担い手143、家族と一緒249
- 12月17日 婦人参政20周年記念集会、日本キリスト教婦人矯風会等7婦人団体主催、婦人の政治意識向上に努めるなどを申合せ

## この年
- 離婚率、上昇カーブに転じる。1950年の12%をピークに1963年0.73%まで下がった離婚率が、この年より一挙に上昇に転じ、以後ほぼ20年間にわたって上昇を続けた。
- 漫才コンビのミヤコ蝶々・南都雄二、結婚生活テーマのテレビ番組「夫婦善哉」で離婚を公表。
　視聴者参加番組「夫婦善哉」は実生活でも夫婦であったミヤコ蝶々・南都雄二の漫才コンビが、番組に参加する夫婦からいろいろな話を引き出し、蝶々・雄二自身の夫婦としての経験から引き出した即興の感想を付け加えて対話の流れを作るという番組であり、これは漫才の歴史に新風をもたらした大変な人気番組で、ラジオからテレビへと1955年から20年の長きにわたって続いた長寿番組となった。
　この間、雄二の不倫が原因で蝶々・雄二は1963年に離婚。この年に、番組の中で離婚の事実を公表したが、番組の人気は落ちなかった。
　離婚はいわゆる汚点であり、それまでは、芸能人の離婚が一般に知られると人気が落ちるのは"決まり"だったが、蝶々・雄二の離婚はその"決まり"を打ち破った。普通にただ安楽な家庭生活を送る夫婦よりも、離婚を通り抜けて、なお友人として付き合っていくこの漫才コンビに、結婚生活の苦情をもっていきやすいと視聴者は考えたようだ。以後、もと夫の雄二は蝶々に対する軽めの相役として、また、もと妻に対する引立て役として演じ続け終ったが、一方、離婚についてより多くの犠牲を払ったと大衆の感じた蝶々の人気はむしろ不動のものとなり、やがては芸能界の大御所的存在へと成長していった。
（このパラグラフの参考文献:鶴見俊輔『戦後日本の大衆文化史』岩波書店）
- 女子の短期大学卒業者の就職率57.4％、初めて5割を超える。
- 11月22日 「わが国家内労働の現状に関する報告」、家内労働者全国で約84万人、うち女子が9割を占める。
- 女子雇用者大幅に増加、初めて家族従業者を上回る。雇用労働者のうち女子の占める割合32％そのうち既婚者45.9％
- 婦人少年局、パートタイム雇用の実情調査、女子パート中既婚者97％、有配偶者88％
- 家電の所有率、洗濯機70％、冷蔵庫50％を超える。
- このころ、縫い目のあるストッキングが姿を消す。シームレスストッキングが主流になる。
- 男女の平均寿命差が初めて5歳を超える、男67.74歳、女72.92歳
- 海外渡航の女性は7万3,158人、うち20-29歳が1万137人
- 「犯罪白書」、女性の犯罪と交通事故の増加が目立つ。
- 自治省調べ、有権者数6117万2393人、うち女子3184万8235人、男子より約252万人多い